# 演芸と映画
『演芸と映画』（演藝と映画、演藝と映畫、えんげいとえいが）は、人気雑誌『歴史寫眞』を刊行していた出版社、歴史寫眞會が、1926年(大正15年)4月に演芸映画の文化向上を目的に創刊された雑誌。
時代劇スターの阪東妻三郎、大河内傳次郎、嵐寛寿郎、片岡千恵蔵、市川右太衛門、長谷川一夫や、 英由里子、田中絹代、原節子ら女優陣、伝統芸能の能楽師 、 歌舞伎俳優などの写真とともに、外国映画のチャップリンやシャーリー・テンプルの映画作品の紹介もされた。   
創刊当時の表紙絵は日本画家の木谷千種が担い、口絵に歌川豊国のよる役者絵も掲載されていた。 1940年(昭和15年) 2月に『演芸写真新報』に誌名を変更し演劇雑誌として、 1943年(昭和18年)12月まで刊行。